# Ephedranthus
Ephedranthus é um género botânico pertencente à família Annonaceae.